# Porco pereira
Porco pereira é uma raça de suídeo desenvolvida em São Paulo, no Brasil.

## História
A raça foi desenvolvida por Domiciano Pereira Lima, do qual herdou o sobrenome. É o cruzamento do porco canastra com o porco duroc. O objetivo era obter um animal mais produtivo, de crescimento mais rápido, mais precoce, de fácil engorda para produção de toucinho.

## Características
A raça possui aptidão para banha. É considerado um porco de tamanho médio e o seu peso máximo é de 180 kg. Possui pelagem preta e é altamente prolífera.

## Distribuição do plantel
O plantel se encontra no sudeste, porém a raça pode estar em risco de extinção, devido ao baixo número de criadores.